# Campeonato Asiático de Atletismo em Pista Coberta de 2010
A 4ª edição do Campeonato Asiático de Atletismo em Pista Coberta foi o evento esportivo organizado pela Associação Asiática de Atletismo (AAA) no Aftab Enghelab Complex, em Teerã no Irão no período de 24 e 26 de fevereiro de 2010. Foram disputados 26 provas no campeonato, no qual participaram 193 atletas de 23 nacionalidades. Essa foi a segunda vez que Teerã foi sede do campeonato, a primeira foi em 2004. 

## Medalhistas
Masculino
| Evento                   | Ouro                                                                     | Ouro     | Prata                                                             | Prata    | Bronze                                                                                   | Bronze   |
| 60 m                     | Samuel Francis · Catar                                                   | 6.58     | Reza Ghasemi Irão                                                 | 6.67     | Barakat Al-Harthi Omã                                                                    | 6.68     |
| 400 m                    | Bibin Mathew · Índia                                                     | 47.81 ,  | Reza Bouazar Irão                                                 | 48.14    | Shahabeddin Tahmasebi Irão                                                               | 48.15    |
| 800 m                    | Mohammad Al-Azemi · Kuwait                                               | 1:53.22  | Musaeb Abdulrahman Balla · Catar                                  | 1:54.25  | Masato Yokota · Japão                                                                    | 1:54.71  |
| 1500 m                   | Abubaker Ali Kamal · Catar                                               | 3:51.78  | Mohamed Al-Garni · Catar                                          | 3:53.12  | Rouhollah Mohammadi Irão                                                                 | 3:55.64  |
| 3000 m                   | James Kwalia · Catar                                                     | 7:57.73  | Essa Ismail Rashed · Catar                                        | 7:57.77  | Mohammad Khazaei Irão                                                                    | 8:26.33  |
| 60 m com barreiras       | Jiang Fan · China                                                        | 7.75 =   | Fawaz Al-Shammari · Kuwait                                        | 7.90     | Mohammad Goudarzi Irão                                                                   | 7.95     |
| Revezamento 4x400 m      | Irão Shahabeddin Tahmasebi Reza Bouazar Mohsen Zarrin-Afzal Mehdi Zamani | 3:15.02  | Índia · Bibin Mathew · Ajay Kumar · Shake Mortaja · V. B. Bineesh | 3:16.05  | Cazaquistão · Dmitriy Korabelnikov · Sergey Zaikov · Vyacheslav Muravyev · Rinat Galiyev | 3:17.06  |
| Salto em altura          | Mutaz Essa Barshim · Catar                                               | 2.20     | Keivan Ghanbarzadeh Irão                                          | 2.17     | Jean-Claude Rabbath · Líbano                                                             | 2.17     |
| Salto com vara           | Mohsen Rabbani Irão                                                      | 5.20     | Nikita Filippov · Cazaquistão                                     | 5.10     | Eshagh Ghaffari Irão                                                                     | 4.90     |
| Salto em distância       | Rikiya Saruyama · Japão                                                  | 7.65     | Zhuang Haitao · China                                             | 7.58     | Mohammad Ibrar · Índia                                                                   | 7.56     |
| Salto triplo             | Dong Bin · China                                                         | 16.73    | Nobuaki Fujibayashi · Japão                                       | 16.33    | Roman Valiyev · Cazaquistão                                                              | 16.25    |
| Arremesso de peso (6 kg) | Satyender Singh · Índia                                                  | 19.17    | Mashari Mohammad · Kuwait                                         | 18.78    | Hamid Reza Nodehi Irão                                                                   | 18.58    |
| Heptatlo                 | Hadi Sepehrzad Irão                                                      | 5292 pts | Abdoljalil Tomaj Irão                                             | 5054 pts | P. J. Vinod · Índia                                                                      | 4981 pts |

Feminino
| Evento                   | Ouro                                                                      | Ouro     | Prata                                                               | Prata    | Bronze                                                            | Bronze   |
| 60 m                     | Jiang Lan · China                                                         | 7.51     | Han Ling · China                                                    | 7.55     | Olga Bludova · Cazaquistão                                        | 7.57     |
| 400 m                    | Marina Maslyonko · Cazaquistão                                            | 53.89    | Jauna Murmu · Índia                                                 | 54.56    | Yelena Dombrovskaya · Cazaquistão                                 | 55.47    |
| 800 m                    | Truong Thanh Hang · Vietname                                              | 2:12.75  | Tatyana Borisova · Quirguistão                                      | 2:14.60  | Mina Pourseifi Irão                                               | 2:15.87  |
| 1500 m                   | Viktoriia Poliudina · Quirguistão                                         | 4:29.65  | Tatyana Borisova · Quirguistão                                      | 4:32.06  | Leila Ebrahimi Irão                                               | 4:36.26  |
| 3000 m                   | Viktoriia Poliudina · Quirguistão                                         | 9:39.35  | Leila Ebrahimi Irão                                                 | 10:05.42 | Mahboubeh Ghayour Irão                                            | 10:29.31 |
| 60 m com barreiras       | Wong Wing Sum · Hong Kong                                                 | 8.79     | Somayyeh Mehraban Irão                                              | 9.41     | [Elnaz Kompani]] Irão                                             | 9.49     |
| Revezamento 4x400 m      | Índia · Priyanka Pawar · Jauna Murmu · A. C. Ashwini · Karnatapu Sowjanya | 3:43.83  | Cazaquistão · Yelena Dombrovskaya · Marina Maslyonko · Olga Bludova | 3:44.20  | Irão Mina Pourseifi Maryam Tousi Soulmaz Azimian Soudabeh Sobhani | 4:00.03  |
| Salto em altura          | Marina Aitova · Cazaquistão                                               | 1.93 =   | Anna Ustinova · Cazaquistão                                         | 1.86     | Qiao Yanrui · China                                               | 1.83     |
| Salto com vara           | Roslinda Samsu · Malásia                                                  | 4.00     | Tatyana Turkova · Cazaquistão                                       | 3.70     | Nenhum premiado                                                   |          |
| Salto em distância       | Lyudmila Grankovskaya · Cazaquistão                                       | 5.98     | Chen Yaling · China                                                 | 5.95     | Reshmi Bose · Índia                                               | 5.93     |
| Salto triplo             | Liu Yanan · China                                                         | 13.66    | Lyudmila Grankovskaya · Cazaquistão                                 | 12.95    | Tatyana Konysheva · Cazaquistão                                   | 12.82    |
| Arremesso de peso (6 kg) | Leila Rajabi Irão                                                         | 17.32    | Meng Qianqian · China                                               | 17.03    | Ma Qiao · China                                                   | 16.97    |
| Pentatlo                 | Zahra Nabizadeh Irão                                                      | 2691 pts | Bahar Khasrou · Iraque                                              | 2682 pts | Farzaneh Mashayekhi Irão                                          | 2541 pts |

## Quadro de medalhas
| Ordem | País        | Ouro | Prata | Bronze |    |
| 1     | Irão        | 5    | 6     | 12     | 23 |
| 2     | China       | 4    | 4     | 2      | 10 |
| 3     | Catar       | 4    | 3     | 0      | 7  |
| 4     | Índia       | 3    | 2     | 3      | 8  |
| 5     | Cazaquistão | 3    | 5     | 5      | 13 |
| 6     | Quirguistão | 2    | 2     | 0      | 4  |
| 7     | Kuwait      | 1    | 2     | 0      | 3  |
| 8     | Japão       | 1    | 1     | 1      | 3  |
| 9     | Hong Kong   | 1    | 0     | 0      | 1  |
| 9     | Malásia     | 1    | 0     | 0      | 1  |
| 9     | Vietname    | 1    | 0     | 0      | 1  |
| 12    | Iraque      | 0    | 1     | 0      | 1  |
| 13    | Líbano      | 0    | 0     | 1      | 1  |
| 13    | Omã         | 0    | 0     | 1      | 1  |
| Total | Total       | 26   | 26    | 25     | 77 |

## Participantes
Um total de 193 atletas de 23 nacionalidades participaram do evento.
- Bahrein (2)
- China (14)
- Hong Kong (6)
- Índia (18)
- Indonésia (1)
- Irão (57)
- Iraque (9)
- Japão (6)
- Cazaquistão (23)
- Kuwait (5)
- Quirguistão (4)
- Líbano (3)
- Macau (5)
- Malásia (5)
- Maldivas (2)
- Omã (5)
- Filipinas (2)
- Catar (10)
- Síria (4)
- Tajiquistão (3)
- Turquemenistão (5)
- Emirados Árabes Unidos (1)
- Vietname (3)

Legenda
| Recorde mundial       | Recorde mundial (World record)               |                       | Recorde africano                      | Recorde africano (African) |                                           | Q | Classificado por posição (Qualified) |
| Recorde do campeonato | Recorde do campeonato (Championship record)  | Recorde da América    | Recorde da América (Americas)         | q                          | Classificado por melhor tempo (Qualified) |   |                                      |
| Melhor marca do ano   | Melhor marca do ano (World leading)          | Recorde asiático      | Recorde asiático (Asian)              | DNS                        | Não largou (Did not start)                |   |                                      |
| Recorde nacional      | Recorde nacional (National record)           | Recorde europeu       | Recorde europeu (European)            | DNF                        | Não terminou (Did not finish)             |   |                                      |
| Recorde pessoal       | Recorde pessoal do atleta (Personal best)    | Recorde da Oceania    | Recorde da Oceania (Oceania)          | DSQ / DQ                   | Desclassificado (Disqualified)            |   |                                      |
| Recorde da temporada  | Recorde da temporada do atleta (Season best) | Recorde sul-americano | Recorde sul-americano (South America) | NM                         | Sem marca (No mark)                       |   |                                      |